# Goin’ Up
Goin’ Up – drugi album studyjny amerykańskiego trębacza jazzowego Freddiego Hubbarda, wydany z numerem katalogowym BLP 4056 w 1961 roku przez Blue Note Records.

## Powstanie
Materiał na płytę został zarejestrowany 6 listopada 1960 roku przez Rudy'ego Van Geldera w należącym do niego studiu (Van Gelder Studio) w Englewood Cliffs w stanie New Jersey. Produkcją płyty zajął się Alfred Lion.

## Lista utworów
Opracowano na podstawie materiału źródłowego.
Wydanie LP
Strona A
| Nr | Tytuł utworu         | Muzyka       | Długość |
| -- | -------------------- | ------------ | ------- |
| 1. | „Asiatic Raes”       | Kenny Dorham | 6:46    |
| 2. | „The Changing Scene” | Hank Mobley  | 5:50    |
| 3. | „Karioka”            | Dorham       | 6:16    |
|    |                      |              | 18:52   |

Strona B
| Nr | Tytuł utworu       | Muzyka          | Długość |
| -- | ------------------ | --------------- | ------- |
| 1. | „A Peck a Sec”     | Mobley          | 5:50    |
| 2. | „I Wished I Knew”  | Bill Smith      | 7:49    |
| 3. | „Blues for Brenda” | Freddie Hubbard | 7:00    |
|    |                    |                 | 20:39   |

## Twórcy
Opracowano na podstawie materiału źródłowego.
Muzycy:
- Freddie Hubbard – trąbka
- Hank Mobley — saksofon tenorowy
- McCoy Tyner — fortepian
- Paul Chambers — kontrabas
- Philly Joe Jones – perkusja

Produkcja:
- Alfred Lion – produkcja muzyczna
- Rudy Van Gelder – inżynieria dźwięku
- Reid Miles – projekt okładki
- Francis Wolff – fotografia na okładce
- Ira Gitler – liner notes